# Галяметдинов, Юрий Геннадьевич
Ю́рий Гена́дьевич Галяметди́нов (род. 24 мая 1948, Возжаевка, Белогорский район, Амурская область, РСФСР, СССР) — советский и российский химик-технолог, доктор химических наук (1997), профессор (1999), заслуженный деятель науки Республики Татарстан (2009), лауреат Госпремии РТ за цикл работ «Создание магнитных жидких кристаллов» (2001).

## Биография
Родился 24 мая 1948 г. в с. Возжаевка (Амурская область) в семье офицера Советской Армии.
1966 г. — окончил с серебряной медалью среднюю школу № 94 г. Казани.
1971 г. — окончил Казанский химико-технологический институт им. С. М. Кирова, кафедру ТООНС по специальности инженер химик-технолог.
1971 −1973 гг. — ассистент каф. ТООНС, Казанский химико-технологический институт им. С. М. Кирова.
1973—1976 гг. — аспирант каф. ТООНС 1977 г. — защитил диссертацию на соискание ученой степени кандидата химических наук. Научный руководитель — проф. Б. Д. Чернокальский.
1977—1980 гг. — ассистент кафедры химкибернетики.
1980 −1998 гг. — старший научный сотрудник Казанского физико-технического института Казанского научного центра Российской Академии.
1997 г. — защитил диссертацию на соискание ученой степени доктора химических наук.
С 1998 г. главный научный сотрудник Казанского физико-технического института Российской Академии наук.
1998 −2000 гг. — профессор кафедры ТООНС. 2000—2005 гг. — профессор кафедры физической и коллоидной химии.
С 2005 г. — заведующий кафедрой ФКХ.
Автор более 800 научных и трудов, 4 Международных и 7 Российских патентов. Подготовлено 4 доктора и 18 кандидатов наук.

## Научные интересы
Надмолекулярно-организованные гибридные системы для органической электроники и биофотоники в области химии и технологии создания органо-неорганических полифункциональных материалов, а именно синтез новых надмолекулярно-организованных соединений и сред с целевыми функциями, изучение их физико-химических свойств. Создание новых материалов на основе полученных систем.
Разработал стратегию синтеза и впервые в мире получил (совместно с сотрудниками) смектические и нематические парамагнитные жидкие кристаллы, содержащие металл (медь, железо, ванадий, лантаниды). Предложил использовать парамагнитные жидкие кристаллы при исследовании жидкокристаллического состояния вещества методом ЭПР. Цикл работ с В.Хаазе в области полимерных жидких кристаллов привёл к созданию пироэлектрических сенсорных элементов. Разработал (совместно) жидкокристаллические датчики для определения микропримесей тяжёлых металлов в отходах электрохимических производств. Получил лантанидсодержащие соединения с рекордной магнитной анизотропией и эффективные люминофоры для создания гибких дисплеев, оптических усилителей, носителей для электронных газет и т.п.
С 1991 г. активно работает в международных проектах в рамках INTAS (Англия, Германия, Россия, Бельгия, Франция), DFG и DLR (кооперация между Немецким научным обществом, Министерством образования Германии и Российской Академией наук), Американского Национального Научного Фонда-NSF, «Агентства промышленной науки и технологии Японии-(AIST)». В качестве приглашенного лектора работал со студентам и аспирантам в университетах: г. Киото, г. Саппоро, г. Осака (Япония), Технических Университетах г. Берлин, г. Дармштадт (Германия), Университетов г. Лёвен (Бельгия), г. Нешатель (Швейцария), г. Эксетер (Англия), г. Варшава (Польша), им. Вандербильта (США). Член экспертного совета ВАК по неорганической химии, экспертного совета РФФИ по химии, диссертационных советов по защите кандидатских и докторских диссертаций в области физической (Д 212.080.03) и коллоидной химии (Д 212.080.05) КНИТУ и физической химии ИОФХ КНЦ РАН (Д 002.191.01), Ученого совета КНИТУ. Эксперт ОАО «Роснано», эксперт Российского научного фонда. Член редакционной коллегии журналов «Жидкие кристаллы и их практическое использование» и «Вестник Казанского технологического университета».

## Труды
- Реакционная способность сульфидов третичных арсинов: диссертация … кандидата химических наук : 02.00.08 ; [Место защиты: Казанский химико-технологический институт им. С. М. Кирова]. — Казань, 1976. — 148 с.
- Жидкокристаллические комплексы оснований Шиффа с медью // Докл. АН СССР. 1984. Т. 276, № 1 .
- Metallomesogens and Metallopolymers— recent Result on Magnetic Properties // Molecular Materials. 1993. V.3.
- Синтез и свойства жидкокристаллических металлокомплексов: диссертация … доктора химических наук : 02.00.01. — Казань, 1997. — 170 с.
- Influence of the Lanthanide Contraction on the Transition Temperatures of Rare-Earth Containing Metallomesogens with Schiff Base Ligands // Chemistry Physics Letters. 1999. V.300.
- Современные проблемы теории и практики процессов флокуляции с участием полимер-неорганических гибридов [Текст] : монография / В. Е. Проскурина, Ю. Г. Галяметдинов ; М-во образования и науки России, Федеральное гос. бюджетное образовательное учреждение высш. проф. образования «Казанский нац. исследовательский технологический ун-т». — Казань : Изд-во КНИТУ, 2015. — 111, [1] с. : ил., табл.; 21 см; ISBN 978-5-7882-1897-7
- Органические спейсеры для супрамолекулярных систем [Текст] : монография / Ю. Г. Галяметдинов, Л. А. Альметкина ; Министерство образования и науки России, Федеральное государственное бюджетное образовательное учреждение высшего образования «Казанский национальный исследовательский технологический университет». — Казань : Изд-во КНИТУ, 2016. — 109, [2] с. : ил., табл.; 21 см; ISBN 978-5-7882-2036-9
- Металлсодержащие жидкие кристаллы : монография / Ю. Г. Галяметдинов, А. А. Князев, Н. М. Селиванова ; Министерство образования и науки Российской Федерации, Федеральное государственное бюджетное образовательное учреждение высшего образования «Казанский национальный исследовательский технологический университет». — Казань : Изд-во КНИТУ, 2018. — 265, [2] с.
- Микроэмульсионные самоорганизующиеся среды для направленной доставки лекарственных и биологически активных веществ : монография / Н. В. Саутина, Ю. Г. Галяметдинов ; Министерство науки и высшего образования Российской Федерации, Федеральное государственное бюджетное образовательное учреждение высшего образования «Казанский национальный исследовательский технологический университет». — Казань : Изд-во КНИТУ, 2018. — 93, [1] с.
- Квантово-химическое моделирование лантаноидсодержащих координационных соединений : учебное пособие / К. А. Романова, Ю. Г. Галяметдинов ; Министерство науки и высшего образования Российской Федерации, Федеральное государственное бюджетное образовательное учреждение высшего образования «Казанский национальный исследовательский технологический университет». — Казань : Изд-во КНИТУ, 2020. — 87, [1] с. : ил., табл.; 20 см; ISBN 978-5-7882-2964-5

## Награды
Присвоено Почётное звание и медаль «Изобретатель СССР» (1987), Почетный работник высшего профессионального образования РФ (2014). Лауреат Госпремии РТ за цикл работ «Создание магнитных жидких кристаллов» (2001). Награжден медалью имени В. К. Фредерикса, Международного жидкокристаллического общества «Содружество» (2015).